# Avey Tare
Avey Tare, pseudonimo di David Michael Portner (Baltimora, 24 aprile 1979), è un musicista statunitense membro degli Animal Collective.

## Animal Collective
Avey ha incontrato gli altri membri degli Animal Collective al liceo.
Nel 1999 ha registrato insieme a Panda Bear l'album Spirit They're Gone, Spirit They've Vanished, pubblicato nel 2000 per la Paw Tracks (all'epoca chiamata Animal).
Dopo il liceo Avey Tare e Geologist si sono trasferiti a New York per studiare rispettivamente alla New York University e alla Columbia. David è stato definito dagli altri membri come il "compositore primario" del gruppo.